# Число Багнольда
Число Багнольда ({\displaystyle \mathrm {Ba} }) — критерий подобия, используемый в гидродинамике взвесей, определяющий соотношение между взаимодействием взвешенных частиц и вязким трением. Названо в честь британского геолога Ральфа Багнольда. Определяется одним из следующих способов:
{\displaystyle \mathrm {Ba} ={\frac {m}{2L\eta }}{\frac {dv}{dz}}}
или
{\displaystyle \mathrm {Ba} ={\frac {{\sqrt {\lambda }}\rho d^{2}}{\eta }}{\frac {dv}{dz}},}
где
- {\displaystyle {\frac {dv}{dz}}} — градиент скорости сдвига;
- {\displaystyle \eta } — динамическая вязкость жидкости;
- {\displaystyle \rho } — плотность частицы взвеси;
- {\displaystyle d} — диаметр частицы взвеси
- {\displaystyle L} — характеристическая длина;
- {\displaystyle m} — масса частицы взвеси;
- {\displaystyle \lambda =\left({\sqrt[{3}]{\frac {C_{0}}{C}}}-1\right)^{-1}} — коэффициент линейной концентрации;
- {\displaystyle C} — концентрации частиц;
- {\displaystyle C_{0}} — концентрации частиц при {\displaystyle \lambda \rightarrow \infty }.

Число Багнольда определяет характер течения жидкости со взвешенными в ней частицами. При {\displaystyle \mathrm {Ba} <40} частицы взвеси почти не влияют на течение жидкости, а при {\displaystyle \mathrm {Ba} >450} начинают сказываться столкновения частиц и течение приобретает особый характер.